# André Betta
André Betta (født 4. marts 1943 i Beaune, Frankrig) er en fransk tidligere fodboldspiller (midtbane).
Gennem sin 18 år lange karriere repræsenterede Betta blandt andet Rouen, Reims og Rennes. Hos sidstnævnte var han i 1971 med til at vinde den franske pokalturnering.
Betta spillede desuden i 1968 to kampe for det franske landshold, mod henholdsvis Sovjetunionen og Norge.

## Titler
Coupe de France
- 1971 med Rennes